# Mudmen
Pistes de Obscured by Clouds
Wot's... Uh the Deal
(5) Childhood's End
(7)
Mudmen est un morceau instrumental de Pink Floyd, figurant sur l'album Obscured by Clouds créée et enregistrée au château d'Hérouville à côté de Pontoise en France en 1972. C’est le sixième morceau de l’album. 
Ce morceau est similaire à Burning Bridges troisième plage du même album. Elle développe les thèmes musicaux présents dans la chanson susnommée sur des tonalités différentes.  
C’est aussi la dernière chanson écrite conjointement par Gilmour et Wright avant Cluster One sur l’album The Division Bell en 1994.

## Personnel
- David Gilmour : guitare
- Nick Mason : batterie
- Roger Waters : basse
- Richard Wright : piano, orgue, synthétiseur VCS3

## Liens
- Site officiel de Pink Floyd
- Site officiel de Roger Waters
- Site officiel de David Gilmour